# 1564
1564 (MDLXIV) fue un año bisiesto comenzado en sábado del calendario juliano.

## Acontecimientos

### América
- 24 de junio: en Tabasco (México), el español Diego de Quijada funda la aldea de San Juan Bautista (hoy Villahermosa), que con el tiempo se convertiría en la ciudad capital del Estado.
- Se crea la Presidencia de Santa Fe de Bogotá (Colombia).

### Europa
- 9 de julio: Da comienzo el libro primero de bautismos de la parroquia de San Julián del Yermo, del Condado de Ortigueira, convirtiéndose así en los más antiguos registros sacramentales de la Comarca de Ortegal y los 4.º por orden antigüedad entre todas las parroquias de la diócesis de Mondoñedo-Ferrol, tan solo un semestre después de la clausura del Concilio de Trento, que decretó dicha obligatoriedad parroquial.
- 6 de septiembre: Don Álvaro de Bazán junto a García Álvarez de Toledo, marqués de Villafranca y virrey de Cataluña, recuperan el Peñón de Vélez de la Gomera para España por orden de Felipe II.

### Asia
- En las Filipinas, Miguel López de Legazpi arriba a Leyte y ocupa las principales islas.
- En Japón, Oda Nobunaga venció a los Ikkō-ikki de la provincia de Mikagawa durante la Batalla de Azukizaka.

## Nacimientos
- 6 de febrero: Christopher Marlowe, dramaturgo inglés (f. 1593)
- 15 de febrero: Galileo Galilei, científico italiano (f. 1642)
- 23 de abril: William Shakespeare, dramaturgo inglés (f. 1616)
- 3 de noviembre: Francisco Pacheco, pintor español (f. 1644)
- Pedro Páez, jesuita y viajero español, (f. 1622).

## Fallecimientos
- 18 de febrero: Michelangelo Buonarroti, pintor, escultor y arquitecto italiano, uno de los máximos exponentes del Renacimiento (n. 1475).
- 27 de mayo: Juan Calvino, reformador religioso francés (n. 1509).
- 27 de julio: Luis de Velasco y Ruiz de Alarcón, virrey de la Nueva España (n. 1511).
- 31 de julio: Fernando I de Habsburgo, Emperador del Sacro Imperio Romano Germánico (n. 1503).
- 3 de agosto: Rupá Goswami, escritor religioso bengalí (n. 1493).
- 15 de octubre Andrés Vesalio, Anatomista flamenco (n. 1514).
- fecha desconocida
  - Giovanni da Udine, Pintor italiano (n. 1487).
  - Maurice Scève, poeta francés (n. 1500).
  - Wibrandis Rosenblatt, esposa del reformador alemán Juan Ecolampadio (n. 1504).